# Nordstadt (Lörrach)
Als Nordstadt in der baden-württembergischen Kreisstadt Lörrach bezeichnet man das nördliche Wohnquartier der Kernstadt. Das etwa einen Quadratkilometer große Wohngebiet wurde aufgrund des Anstieges an Industrien und der Umsiedelungswellen und dem damit einhergehenden Bevölkerungsanstieg nach Ende des Zweiten Weltkrieges errichtet.

## Geschichte
Bis zum Zweiten Weltkrieg war das heute zur Nordstadt gehörende Gebiet praktisch ungenutztes Brachland. Entlang der Gretherstraße und Haagener Straße reihten sich die Zirkuswagen auf und auf der Freifläche wurde das Zirkuszelt aufgeschlagen.
Anfang der 1950er Jahre wurde das erste Wohngebiet der Nordstadt an der Albert-Hitzig-, der Ernst-Schultz-, der Max-Läuger- und der Adalbert-Stifter-Straße erschlossen. 2010 wurden weite Teile der Nordstadt an das Nahwärmenetz angeschlossen, welches durch die Energie des Blockheizkraftwerks in der Wölblinstraße gespeist wird.
Seit Anfang 2023 sind Abrissarbeiten von nicht mehr zeitgemäßen Wohnungen in der Nordstadt im Gange, mit dem Ziel einer weitreichenden Umgestaltung einer neuen Mitte. Ende 2024 sollten die neuen Wohnungen bezugsfertig werden. Die Wohnbau Lörrach investiert hier etwa 80 Millionen Euro. Zusätzlich zu den Wohnungen sollen das Zentrum des Wohnquartiers auch um infrastrukturelle Maßnahmen ergänzt werden.

## Lage und Ausdehnung

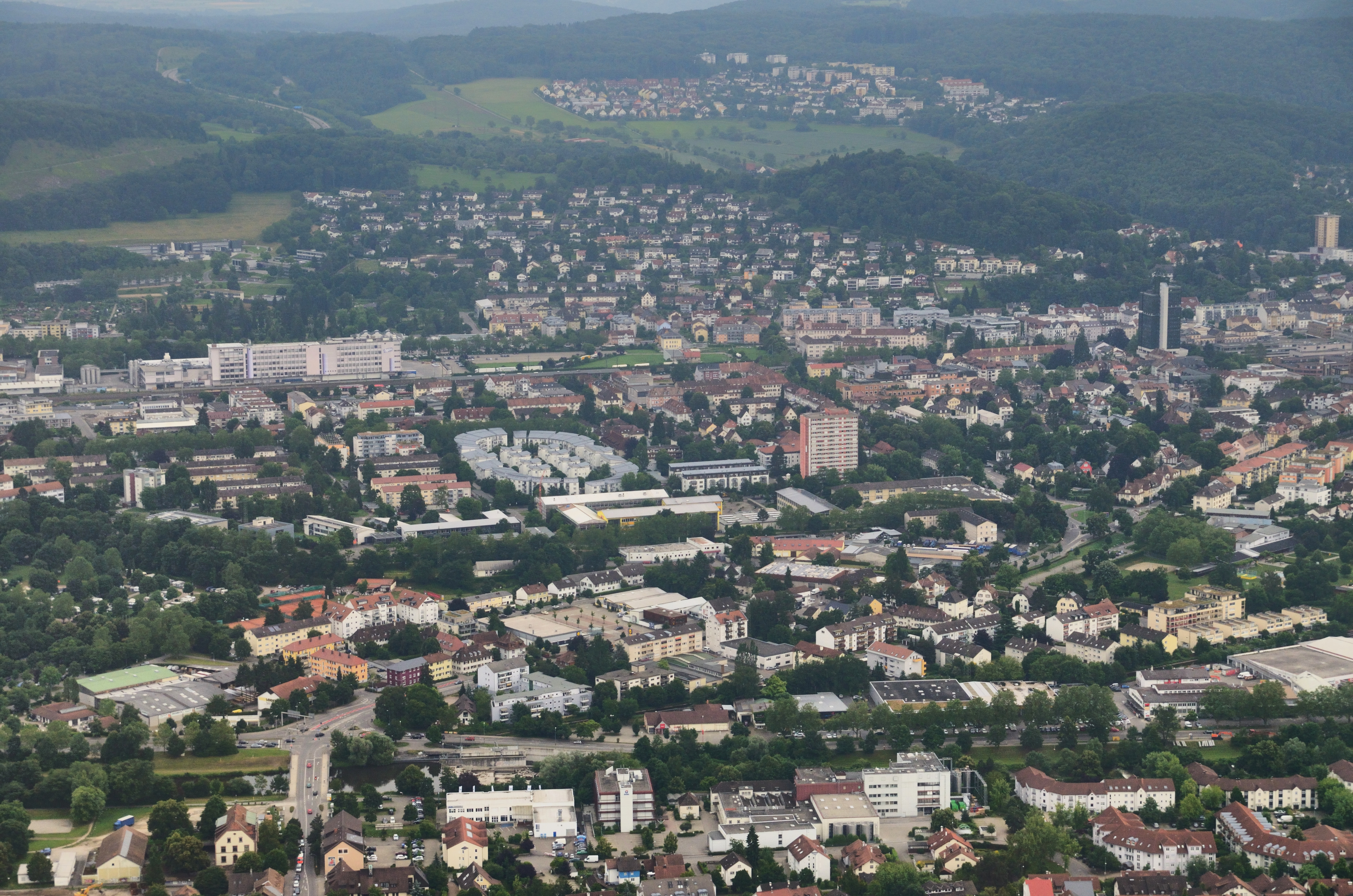
Luftbild der Nordstadt von Westen

Die Nordstadt ist eines von vier Quartieren der Lörracher Kernstadt. Vom Innenstadtzentrum ist die Nordstadt nur etwa einen halben Kilometer entfernt.
Die Nordstadt wird im Osten von der Wiesentalbahn begrenzt, im Süden von der Gretherstraße – die ein Teilstück der Landesstraße 141 ist – bis zum Berliner Platz. Von dort verläuft die Quartiersgrenze weiter bis zur Wiese, welche ihre westliche Ausdehnung begrenzt. Damit gehört auch ein Teilstück der Bundesstraße 317 zur Nordstadt, die an der Tumringer Brücke eine größere Kreuzung mit der L 141 bildet. Im Norden verläuft die Grenze der Nordstadt mitten durch den Grüttpark und dem dort befindlichen Grüttsee.
Da sich die Nordstadt ausschließlich über das Wiesental erstreckt gibt es keine natürlichen Erhebungen. Die Höhe des Quartiers bewegt sich zwischen 285 m an Ufernähe der Wiese und 300 m ü. NN im eigentlichen Besiedlungsgebiet. Von der Wiese zweigt am Wasserkraftwerk Tumringer Wehr der Gewerbekanal ab, der in der Nordstadt beginnend durch das gesamte Stadtgebiet bis in die Schweiz führt, um kurz vor Basel wieder in die Wiese zu münden.

## Verkehr
Die am Südrand der Nordstadt verlaufende L 141 bildet quer zur Talachse eine der wichtigsten Verkehrswege durch die Stadt. Eine ebenfalls verkehrsreiche Verbindung bildet die Schwarzwaldstraße, die am Ostrand die Bahngleise überbrückt und in die Homburg-Siedlung führt. Das restliche Straßennetz des Viertels besteht fast nur aus Anliegerstraßen.
Die Buslinie 16 von Weil am Rhein nach Hauingen führt durch das Quartier und bedient unter anderem den Schulkomplex mit einer Haltestelle. Die Buslinie 7 zwischen Salzert und der Nordstadt führt in einer weiträumigen Schleife direkt durch das Wohngebiet.

## Beschreibung

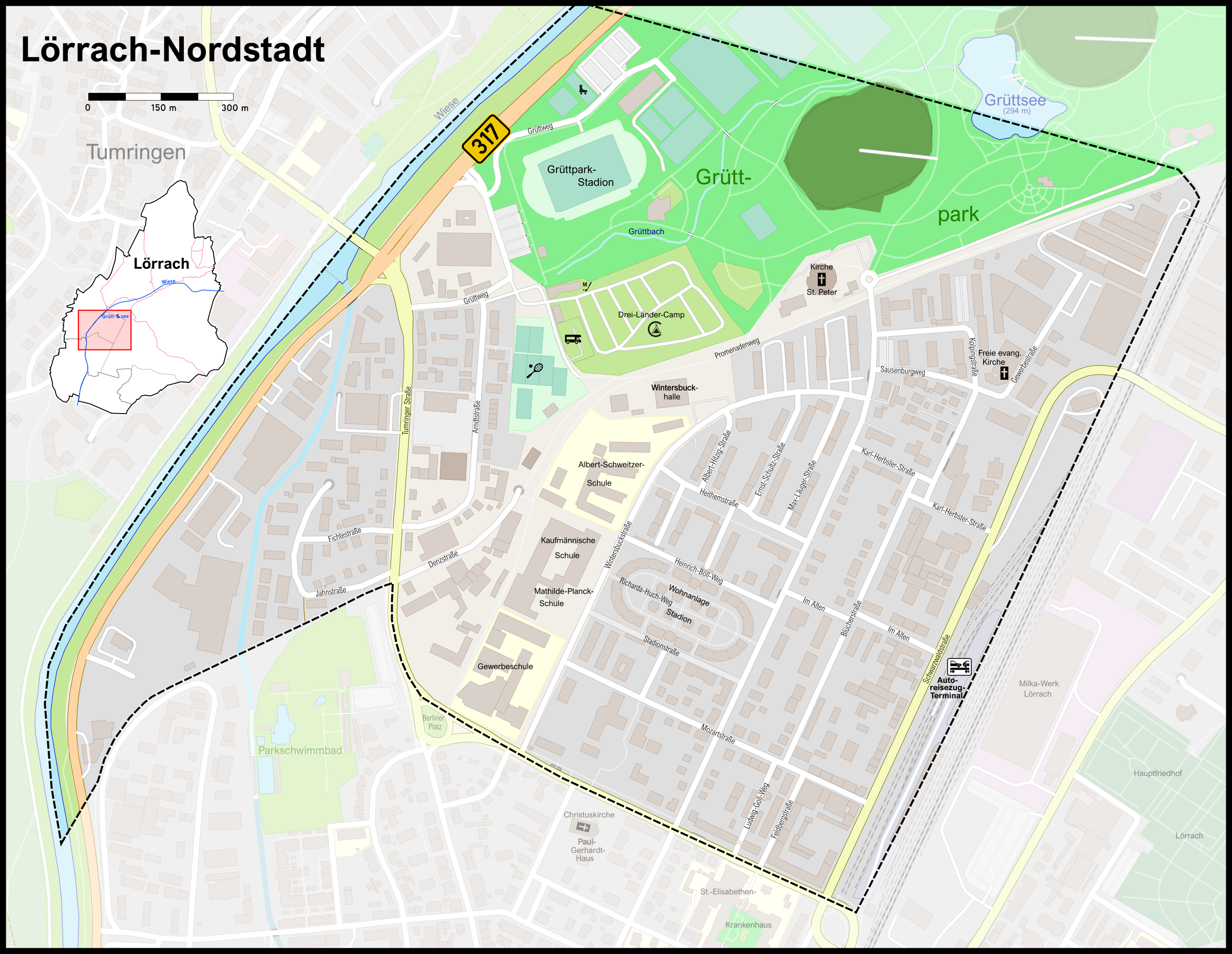
Karte von Lörrach-Nordstadt

Die Nordstadt wird vor allem von kleineren Wohnhäusern und niedrigen Wohnanlagen dominiert. Charakteristisch für das Quartier ist das rechteckige Straßenmuster, das mit Ausnahme der Wintersbuckstraße geradlinig verlaufen. Mit 65 Wohneinheiten pro Hektar gehört die Nordstadt in die mittlere Kategoriedichte der Stadt.
Gewerbeflächen befinden sich vor allem am östlichen Rand zur Bahnlinie und nach Norden in der Gewerbestraße, der Tumringer Straße und entlang der Wiesentalstraße. Das Hauptzollamt Lörrach ist in der Nordstadt untergebracht.
Im südlichen Teil wurde zwischen 1990 und 1994 die Wohnanlage Stadion mit 220 Wohneinheiten errichtet. Südlich davon steht das mit knapp 47 Metern hohe Basler Hochhaus Wintersbuckstraße. Es gehört zu den höchsten Häusern der Stadt und ist das zweithöchste reine Wohnhochhaus. In Nachbarschaft zum Basler Hochhaus befindet sich das von der Evangelischen Stadtmission Freiburg betriebene Haus der Altenpflege (Chrischonaheim). Im Süden der Nordstadt, unweit des Berliner Platzes, befindet sich das Parkschwimmbad auf einem gut 3,1 Hektar großen Gelände. Benachbart dazu befindet sich das Gelände des SAK Lörrachs.
Westlich vom Basler Hochhaus befindet sich der Komplex mit den Berufs-, Gewerbe- und weiteren Schulen in der Wintersbuckstraße, die manchmal auch als „Bildungsmeile“ bezeichnet wird. Weiterhin finden sich im nördlichen Teil des Schulkomplexes die Albert-Schweitzer-Gemeinschaftsschule mit Grundschule im Verbund und die Pestalozzi-Schule. Ebenfalls im Bildungskomplex untergebracht ist das Medienzentrum des Landkreises Lörrach. Die von 1966 bis 1984 bestehende Pädagogische Hochschule Lörrach gliederte nach ihrer Schließung ihre Bibliothek als Wissenschaftliche Regionalbibliothek Lörrach aus, die sich bis zum Sommer 2008 in der Nordstadt befand.
Der Südteil des Grüttparks bildet seine nördliche Ausdrehnungsgrenze, wozu neben dem Campingplatz auch das Grüttpark-Stadion gehören. Westlich vom Campingplatz hat der Lörracher Tennisclub seine Anlagen.
Die 1964 errichtete katholische Kirche St. Peter steht an den nördlichen Grenze der Nordstadt. Im Süden der Nordstadt hat die Freikirche der Siebenten-Tags-Adventisten ihr Gemeindezentrum sowie im Westen die Freien Christengemeinde Lörrach und im Osten die Freien evangelischen Gemeinde. Darüber hinaus befinden sich in der Nordstadt die Gemeindesäle der Zeugen Jehovas. Als evangelische Kirche ist die Christuskirche Lörrach für die Nordstadt zuständig, obwohl die Kirche selbst noch in dem Quartier Lörrach-Mitte liegt.

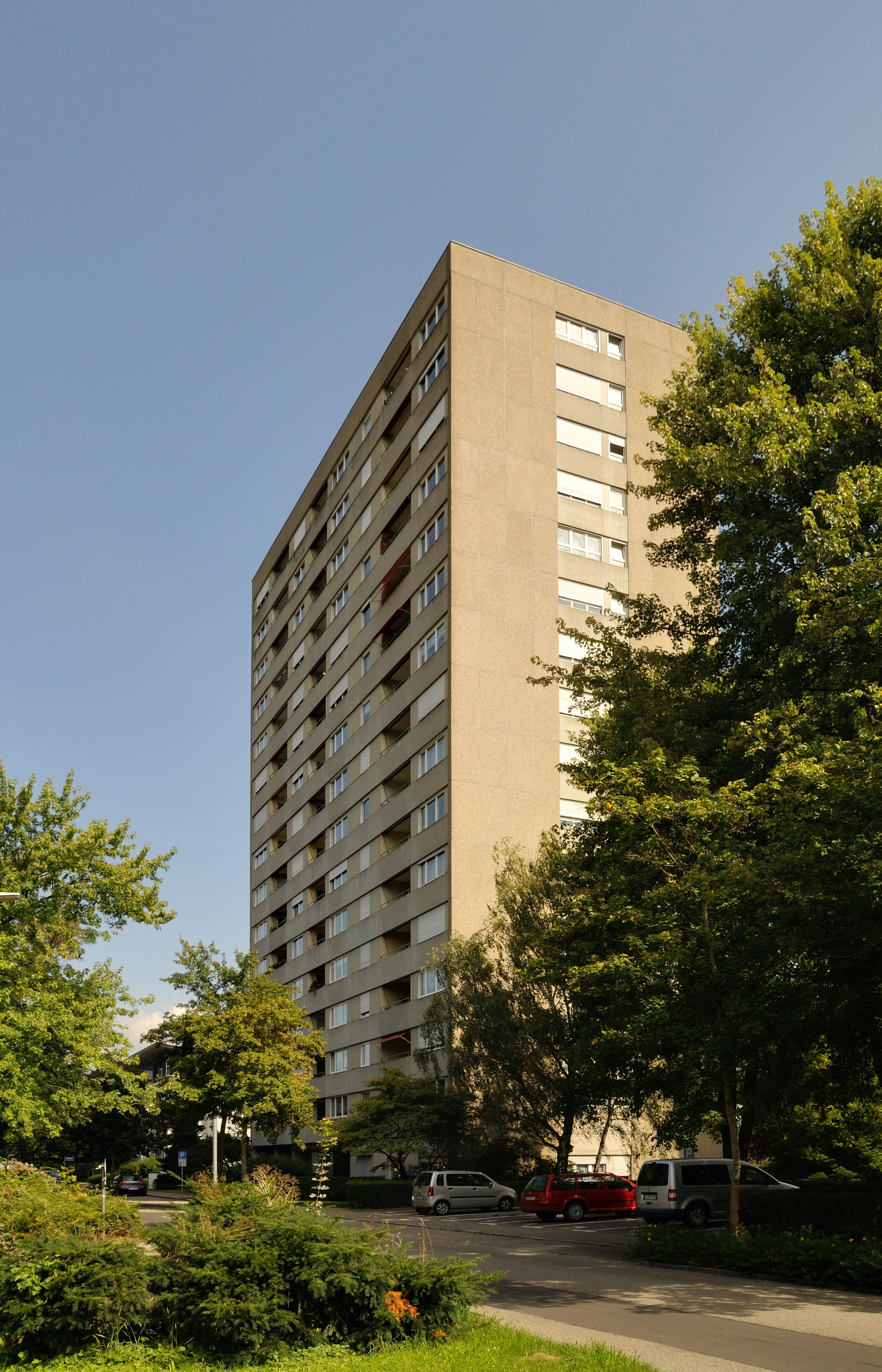
Das Basler Hochhaus ist das höchste Gebäude in der Nordstadt
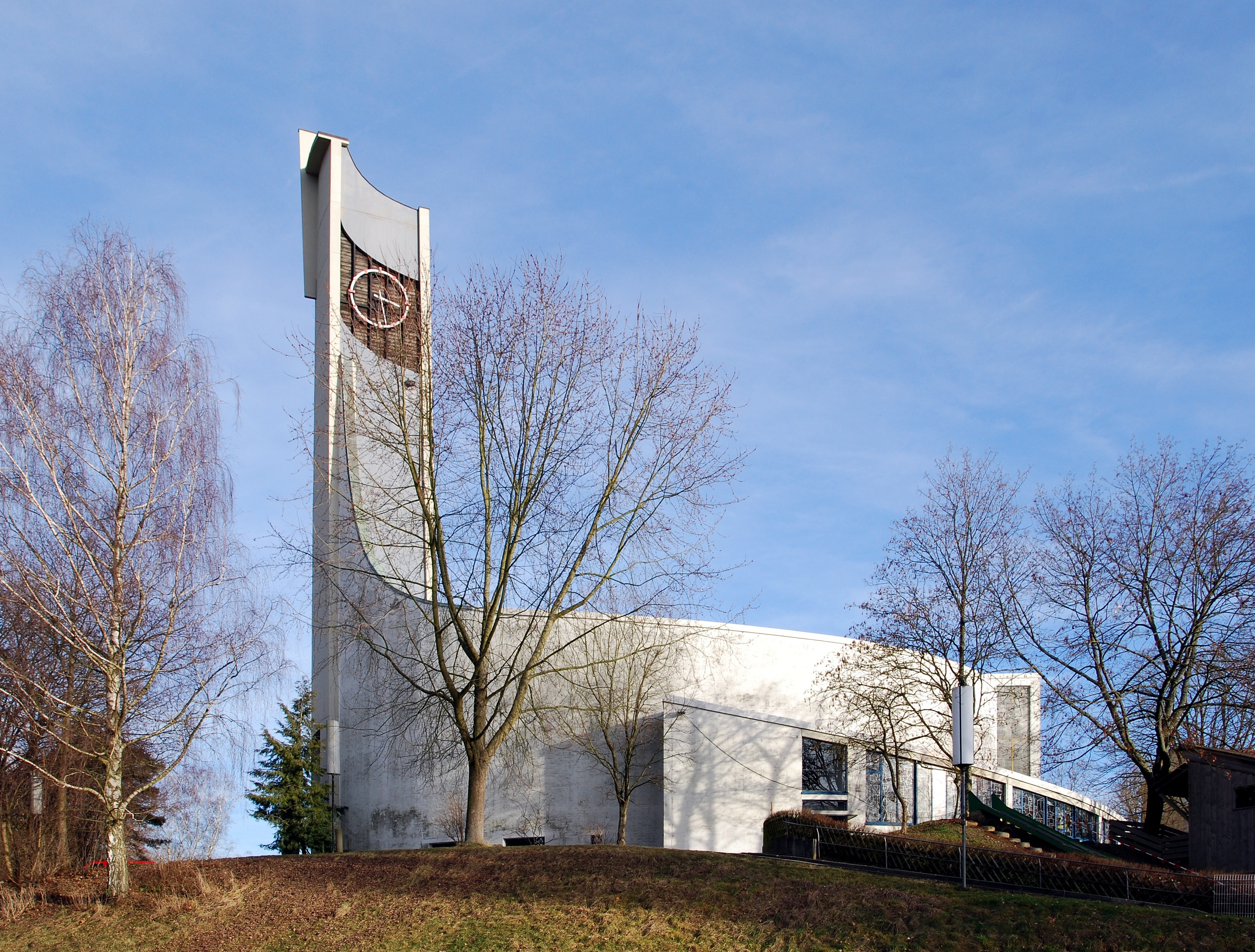
St. Peter am Grüttpark
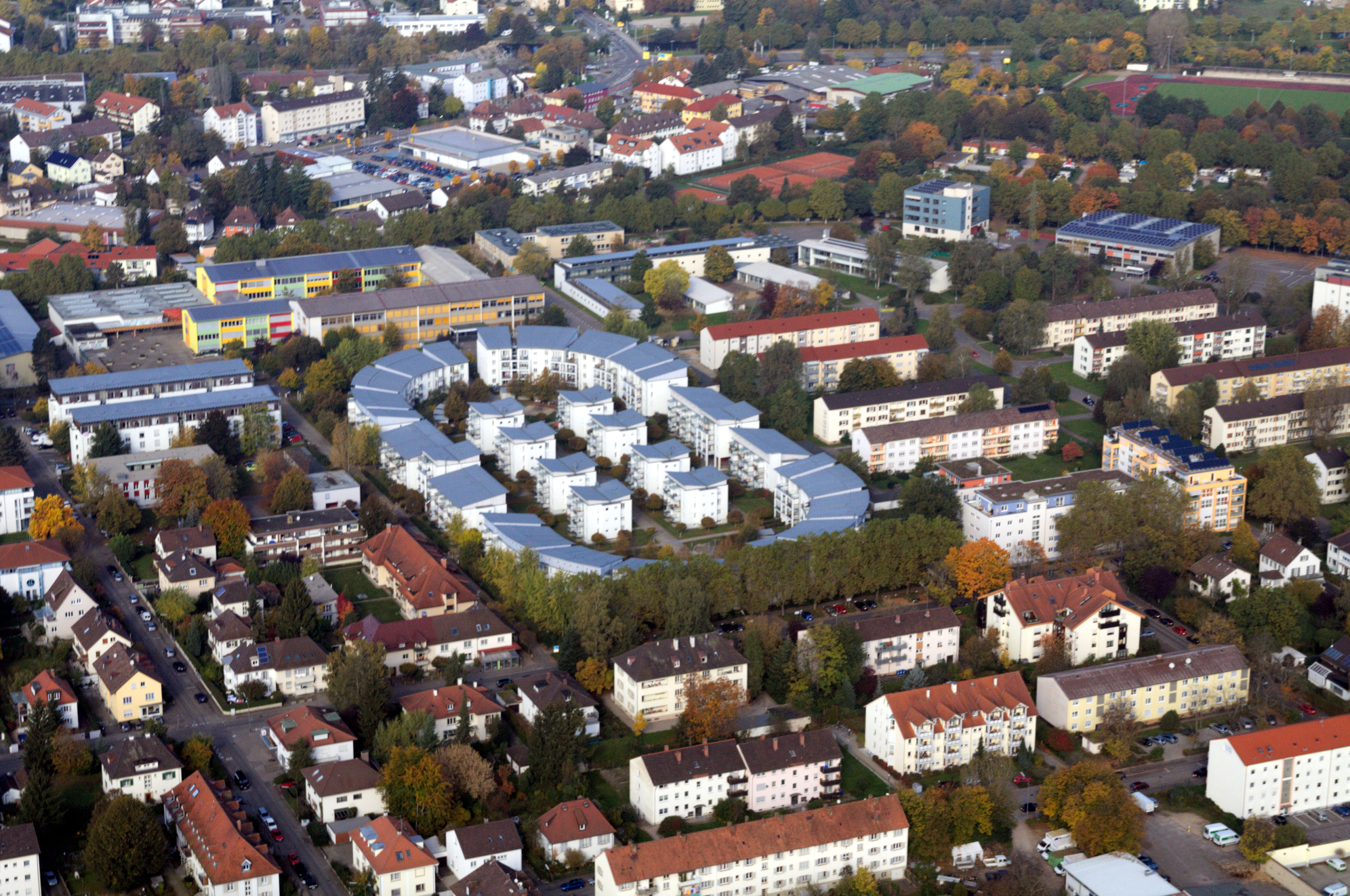
Luftbild von Südosten: Nordstadt mit der Wohnanlage Stadion, dahinter der Schulkomplex und rechts oben im Bildrand das Grüttpark-Stadion